# NGC 3185
NGC 3185 es una galaxia espiral ubicada a 20,4 Mpc de distancia en la constelación de Leo. NGC 3185 es miembro de un grupo de cuatro galaxias llamado HCG 44. También es miembro del Grupo de galaxias NGC 3190, que es miembro de los Grupos Leo II, una serie de galaxias y cúmulos de galaxias que se extienden desde el borde derecho del Supercúmulo de Virgo. 